# Paweł Pawlikowski
Paweł Aleksander Pawlikowski (Warschau, 15 september 1957) is een Pools filmregisseur, producer en scenarioschrijver.

## Biografie
Pawlikowski werd geboren in Warschau in 1957 en verliet op veertienjarige leeftijd Polen. Hij woonde in Duitsland en Italië alvorens in 1977 naar Groot-Brittannië te verhuizen. Hij studeerde literatuur en filosofie in Londen en Oxford. Einde jaren tachtig begon hij films te maken, vooral documentaires voor de BBC. In 1998 begon hij speelfilms te maken. Voor zijn eerste twee langspeelfilms die hij regisseerde en schreef (Last Resort, 2000 en My Summer of Love, 2004) ontving hij telkens een BAFTA Award.
Pawlikowski geeft les filmregie en scenarioschrijven in de National Film School in Engeland en de Wajda Film School in Warschau. Van 2004 tot 2007 was hij Creative Arts Fellow op de Oxford Brookes University.

## Filmografie
- From Moscow to Pietushki (televisiedocumentaire,1990)
- Dostoevsky's Travels (documentaire, 1991)
- Serbian Epics (documentaire, 1992)
- Tripping with Zhirinovsky(televisiedocumentaire, 1994)
- Twockers (televisiefilm, 1998)
- The Stringer (1998)
- Last Resort (2000)
- My Summer of Love (2004)
- The Woman in the Fifth (2011)
- Ida (2013)
- Zimna wojna (Cold War) (2018)

## Prijzen en nominaties
Pawlikowski werd meermaals genomineerd en behaalde meer dan 30 filmprijzen waarvan de belangrijkste:
- BAFTA Award Most Promising Newcomer 2001 voor Last Resort
- BAFTA Award Best British Film 2005 voor My Summer of Love
- Directors Guid of Great Britain - Outstanding Directorial Achievement in British Film 2005 voor My Summer of Love
- European Film Award Beste regie 2014 voor Ida
- European Film Award Beste film 2018 voor Zimna wojna
- European Film Award Beste regie 2018 voor Zimna wojna
- Oscar voor beste niet-Engelstalige film 2015 voor Ida
- Nominatie Oscar voor beste niet-Engelstalige film 2019 voor Zimna wojna[2]
- Nominatie Oscar voor beste regisseur 2019 voor Zimna wojna